# Mústafa (nom)
Mústafa és un nom masculí àrab —en àrab مصطفى, Muṣṭafà— que literalment significa ‘escollit’, ‘preferit’ o ‘predestinat’ i que, com a sobrenom del profeta Muhàmmad, determinat per l'article al-, es pot traduir com ‘l'Escollit’. Si bé Mústafa és la transcripció normativa en català del nom en àrab clàssic, també se'l pot trobar transcrit Mustafa, Moustafa, Moustapha, Mostafa, Mustafah, Mustapha. Com que Mústafa és un dels sobrenoms del profeta Muhàmmad, aquest nom també el duen molts musulmans no arabòfons que l'han adaptat a les característiques fòniques i gràfiques de la seva llengua.
Vegeu aquí personatges i llocs que duen aquest nom.